# Callitris endlicheri
Callitris endlicheri es una especie de conífera de la familia Cupressaceae. Es originaria de Australia.

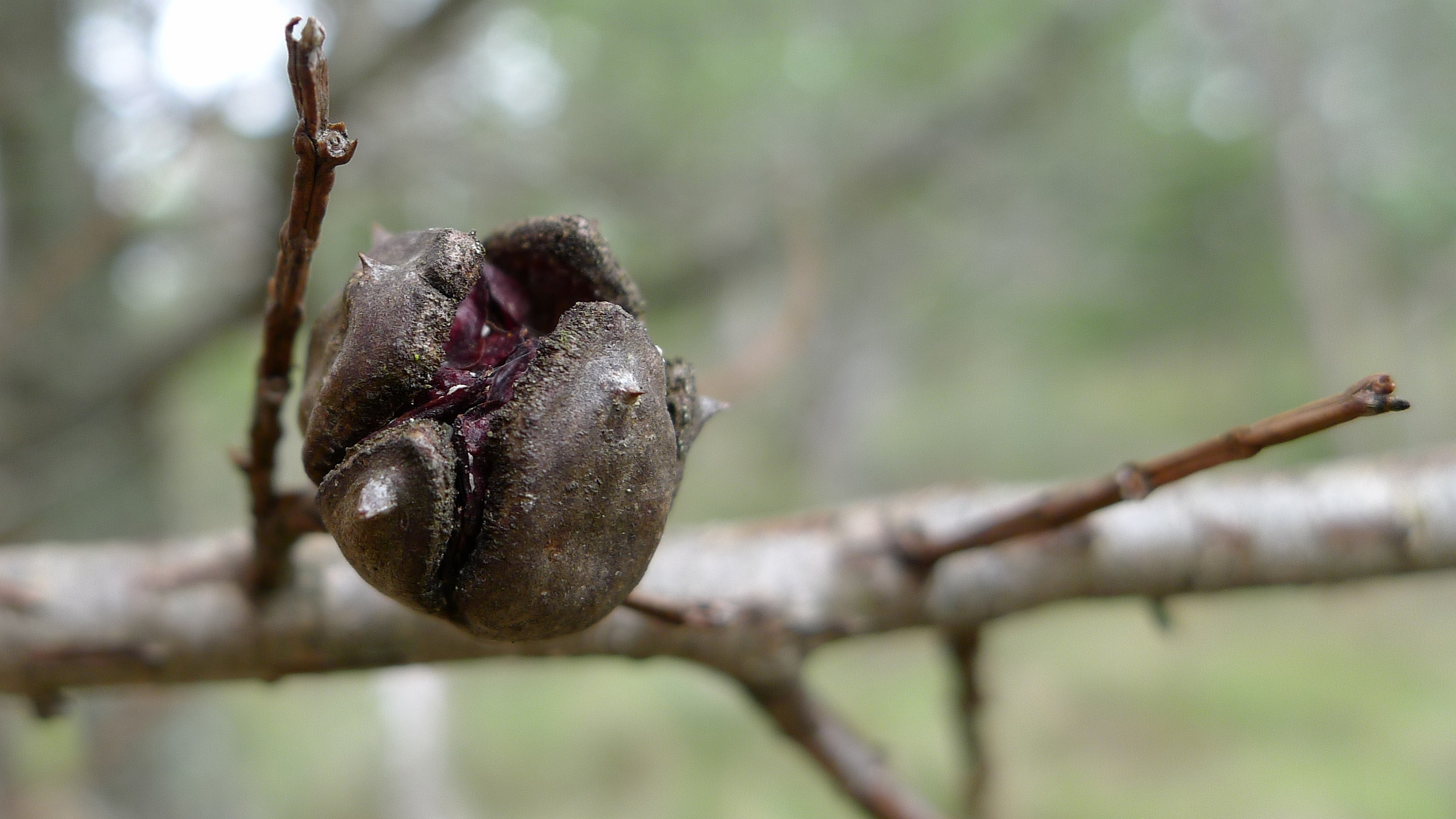
Fruto

## Descripción
Callitris endlicheri crece como un árbol de hoja perenne que puede alcanzar un tamaño de hasta 10 metros de altura. Las ramas van generalmente en posición vertical. La corteza es de color gris-marrón y está profundamente surcada. El árbol tiene la corona en forma de cono puntiagudo. 

## Taxonomía
Callitris endlicheri fue descrita por (Parl.) F.M.Bailey y publicado en A Synopsis of the Queensland Flora 497. 1883.
Etimología
Callitris: nombre genérico que deriva de las palabras griegas: 
kallos que significa «hermosa» y treis = "tres""; a causa de la disposición simétrica de las hojas.
endlicheri: epíteto otorgado en honor del botánico austriaco Stephan Ladislaus Endlicher.
Sinonimia
- Callitris calcarata R.Br. ex F.Muell.
- Callitris pyramidalis Sweet
- Frenela calcarata A.Cunn. ex Mirb.
- Frenela endlicheri Parl.
- Frenela endlicheri var. mucronata (Parl.) Benth.
- Frenela gunnii var. mucronata Parl.
- Frenela rigida Endl.
- Juniperus ericoides Nois. ex Desf.
- Juniperus rigida Nois. ex Desf.[3]